# Kevin Doyle (attore)
Kevin Doyle (Scunthorpe, 10 aprile 1961) è un attore britannico, attivo in campo teatrale, televisivo e cinematografico.
Ha recitato con la Royal Shakespeare Company negli allestimenti di Romeo e Giulietta, Coriolano, Enrico V e Sogno di una notte di mezza estate, ma è noto soprattutto per aver interpretato Joseph Molesley in Downton Abbey. Insieme agli altri attori principali della serie, Doyle ha vinto il Screen Actors Guild Award per il miglior cast in una serie drammatica nel 2014 e nel 2015.

## Filmografia parziale

### Cinema
- The Libertine, regia di Laurence Dunmore (2004)
- Good - L'indifferenza del bene (Good), regia di Vicente Amorim (2008)
- Downton Abbey, regia di Michael Engler (2019)
- Downton Abbey II - Una nuova era (Downton Abbey II: A New Era), regia di Simon Curtis (2022)

### Televisione
- Testimoni silenziosi (Silent Witness) - serie TV, 6 episodi (1998-2021)
- Holby City - serie TV, 3 episodi (1999)
- Casualty - serie TV, 4 episodi (2004-2009)
- L'ispettore Barnaby (Midsomer Murders) - serie TV, episodi 7x07-14x04 (2004-2011)
- Metropolitan Police - serie TV, 1 episodio (2008)
- L'ispettore Gently (Inspector Gently) - serie TV, 1 episodio (2008)
- I Tudors (The Tudors) - serie TV, 3 episodi (2009)
- Survivors - serie TV, 1 episodio (2010)
- Downton Abbey - serie TV, 46 episodi (2010-2015)
- Scott & Bailey – serie TV, 5 episodi (2011-2012)
- New Tricks - Nuove tracce per vecchie volpi (New Tricks) - serie TV, 1 episodio (2012)
- A.D. - La Bibbia continua (A.D.: The Bible Continues) - miniserie TV, 6 puntate (2015)
- Happy Valley - serie TV, 6 episodi (2016)
- Paranoid - serie TV, 7 episodi (2016)
- Miss Scarlet and the Duke – serie TV, 5 episodi (2020)
- The Witcher – serie TV, episodio 2x04 (2021)
- Sherwood – serie TV, 6 episodi (2022)
- Vera – serie TV, episodio 12x04 (2023)
- Senna - miniserie televisiva, episodio 6 (2024)

## Doppiatori italiani
Nelle versioni in italiano delle opere in cui ha recitato, Kevin Doyle è stato doppiato da:
- Gianni Bersanetti in Downton Abbey, Downton Abbey II - Una nuova era
- Vittorio Guerrieri in Blackpool
- Vladimiro Conti in Paranoid
- Francesco Bulckaen in Happy Valley
- Luciano Roffi in Senna